# Макдоналд Марига
Макдоналд Марига (на английски: McDonald Mariga Wanyama) е кенийски футболист.
Той е национал, от 2010 г. се състезава за италианския шампион ФК Интер.

## Отличия
- Купа на Швеция: 1

Хелсингборис: 2006
- Шампион на Италия: 1

Интер: 2009-10
- Купа на Италия: 1

Интер: 2010
- Шампионска лига: 1

Интер: 2009-10